# Nordiska rådets flagga
Nordiska rådets flagga är en symbol som valts för att representera det nordiska samarbetet, framförallt inom Nordiska rådet och Nordiska ministerrådet. Den nuvarande flaggan, som först antogs år 2016, härleds ifrån 1984 års original av Kyösti Varis, en finländsk grafisk formgivare. Den nordiska svanen i flaggans centrum symboliserar tillit, integritet och frihet gentemot rådets fem medlemsländer och tre självstyrande områden.